# 白川福儀
白川 福儀（しらかわ とみよし、安政5年9月10日（1858年10月16日） - 1916年（大正5年）1月4日）は、明治から大正時代の政治家、実業家、教育者。愛媛県松山市長。愛媛県会議員。海南新聞社長。旧姓は門田。

## 経歴・人物
伊予松山藩士・門田正業の長男として松山城下に生まれ、白川福明の養子となる。松山藩校の明教館、石鉄県校や大原観山の漢学塾にて学んだ後、1875年（明治8年）上京して漢学者・三島中州の私塾に入る。甲斐や近江の学校教師を務めたのち、1879年（明治12年）に帰郷して県官となるが、間もなく辞職して自由民権運動に傾倒し、長屋忠明や藤野政高らの率いる民権系政治結社・公共社で機関紙「海南新聞」の編集を弟の門田正経と共に担当。1884年（明治17年）同社編集長を経て、社長に就任する。1887年（明治20年）の三大事件建白運動ではその建白書の起草を担当し、総代として藤野政高らと上京する。
1892年（明治25年）愛媛県議に当選すると議長に推され、1895年（明治28年）まで務める。さらに翌年の1896年（明治29年）1月21日、市会の推挙を受け、同年2月7日に松山市長に就任し、1902年（明治35年）1月14日の任期満了まで務めた。
その後は、教育界に入り、私立北予中学校（現・愛媛県立松山北高等学校）の経営母体である北予中学会の専務理事となり、1904年（明治37年）同校長に就任。1916年（大正5年）1月4日、在職中に没した。没後、北予中学校正門傍に「白川先生頌徳碑」が建立された。

## 親族
- 弟：門田正経（ジャーナリスト）[1]